# Alice dans les villes
Pour les articles homonymes, voir Alice.
Pour plus de détails, voir Fiche technique et Distribution.
Alice dans les villes (Alice in den Städten) est un film allemand réalisé par Wim Wenders, sorti en 1974.

## Synopsis
Philip Winter passe quatre semaines à arpenter les États-Unis pour écrire un texte sur le paysage américain. Cependant, il se sent complètement aliéné de lui-même et de son entourage : au lieu d'écrire, il ne fait que prendre des centaines de photos avec son appareil photo polaroïd. Bientôt, il doit rentrer en Allemagne parce qu'il n'a plus d'argent. À l'aéroport de New York, il découvre qu'il n'y a pas de vols pour l'Allemagne. Au bureau d'assistance, il fait la connaissance d'une jeune femme, Lisa, et de sa fille Alice, âgée de neuf ans, qui sont dans la même situation. Ils décident de prendre un vol pour Amsterdam le lendemain et Philip passe la nuit avec eux. Le matin suivant, cependant, Lisa a disparu, ne laissant qu'une note dans laquelle elle prie Philip de ramener Alice à Amsterdam où elle compte les rejoindre quelques jours plus tard.
Arrivés à Amsterdam, Philip et Alice attendent en vain Lisa. Ils décident de partir à la recherche des grands-parents d'Alice qui habitent à Wuppertal en Allemagne, d'après le souvenir d'Alice. Puisqu'elle ne se rappelle plus le nom de sa grand-mère, ils doivent chercher la maison en arpentant la ville. Découragé de leur vaines recherches, accentuées par une situation financière de plus en plus précaire, et parce qu'il n'en peut plus de la petite fille à la personnalité assez affirmée, Philip la dépose dans un poste de police et se rend à un concert où se produit Chuck Berry. Mais la jeune fille s'en échappe et retrouve Philip, de retour du concert, devant l'hôtel où ils avaient passé la nuit. Celui-ci accepte de continuer la recherche de la famille d'Alice. 
Ils parviennent à retrouver la maison de ses grands-parents à l'aide des informations données par les policiers lorsqu'elle était au poste, et d'une vieille photo qu'elle a retrouvée dans ses bagages. Cependant, la maison – à Gelsenkirchen – est désormais habitée par une Italienne qui ne connait pas la grand-mère d'Alice. Ils décident alors d'aller à la plage, et y font la rencontre d'une jeune femme chez qui ils passent une nuit. Philip, définitivement à court d'argent, utilise les derniers litres d'essence de la voiture pour rentrer chez ses parents avec la petite fille. Sur le chemin, un policier, qui était présent au poste lorsqu'Alice s'est échappée, reconnait les deux protagonistes. Il annonce à Philip que la mère d'Alice a été retrouvée et qu'elle l'attend à Munich. Il emmène Alice à la gare, où elle donne à Philip les 100 dollars qu'elle gardait en cas d'urgence, et ils voyagent ensemble. Dans le train, Alice lui demande ce qu'il va faire à Munich, et il répond : « Je vais écrire cette histoire. »

## Fiche technique
- Réalisation et scénario : Wim Wenders
- Musique : Can
- Photographie : Robby Müller
- Montage : Peter Przygodda
- Production : Joachim von Mengershausen
- Pays d'origine :  Allemagne de l'Ouest
- Langues originales : anglais, allemand et néerlandais
- Format : noir et blanc - 1,66:1/1,37:1 -  16 mm - son mono
- Durée : 110 minutes
- Dates de sortie :
  - Allemagne de l'Ouest : 3 mars 1974 (première à la télévision) ; 17 mai 1974 (sortie en salles)
  - France : 25 mai 1977 ; 14 mars 2018 (ressortie en version restaurée)

## Distribution
- Rüdiger Vogler : Philip Winter
- Yella Rottländer : Alice van Dam
- Lisa Kreuzer (créditée Elisabeth Kreuzer) : Lisa van Dam, la mère d'Alice
- Edda Köchl : une amie à New York
- Ernest Boehm : l'éditeur
- Sam Presti : le vendeur de voitures
- Lois Moran : l'hôtesse de l'aéroport
- Didi Petrikat : la femme du parc où Philip et Alice nagent
- Hans Hirschmüller : l'officier de police
- Sibylle Baier : la femme sur le ferry
- Wim Wenders : le client du café qui met Psychotic Reaction au jukebox